# Bonanza (Colorado)
Bonanza è un centro abitato (town) degli Stati Uniti d'America, situato nella contea di Saguache dello Stato del Colorado. Nel censimento del 2000 la popolazione era di 14 abitanti, ed era il comune meno popoloso dello Stato.

## Geografia fisica
Secondo i rilevamenti dell'United States Census Bureau, Bonanza si estende su una superficie di 1,1 km².